# ایپیرانگا دو نورته
ایپیرانگا دو نورته (به پرتغالی: Ipiranga do Norte) یک منطقهٔ مسکونی در برزیل است که در ماتو گروسو واقع شده‌است. ایپیرانگا دو نورته ۷٬۹۲۰ نفر جمعیت دارد.